# Электронейрография
Электронейрография — запись электрического сигнала и связанного с ним потенциала действия в момент его распространения вдоль нерва. Используется для измерения скорости распространения стимула или потенциала действия в нерве. Для проведения электронейрографии периферический нерв стимулируется в одной точке, и затем измеряется активность в двух точках на пути её распространения.